# 萧毅 (南齐)
萧毅（？—497年），南朝齐南兰陵人，萧道成的侄孙，萧景先的儿子。
萧毅作为勋戚之子，历任清要之官。先后担任太子舍人、太子洗马、随王友、永嘉郡太守、南康郡太守、中书郎。齐明帝时，担任北中郎司马。性情豪奢，喜欢弓马，多交宾客，被齐明帝所猜忌，尚书令、太子少傅王晏被明帝疑忌后杀害，萧毅不久也被借由他事而被处决。